# とびだせ!マシーン飛竜
『とびだせ！マシーン飛竜』（とびだせ マシーンひりゅう）は、1977年10月5日から1978年3月29日まで東京12チャンネルで放送されていたテレビアニメ。東京12チャンネル、東映（本社テレビ事業部）、タツノコプロの共同製作。全21話。
岬コンツェルンに雇われた無名レーサーのリッキーと、ガッポリンコンツェルンの契約レーサーであるオッカナビッチ。それぞれが所属するチームの対決をコミカルに描いたカーレースアニメである。
本作は、1970年代後期のいわゆるスーパーカーブームを受けて企画・制作された。本放送当時は『激走!ルーベンカイザー』『超スーパーカー ガッタイガー』『アローエンブレム グランプリの鷹』そして本作と、カーレースアニメだけで4本も制作・放送されている。本作は、その中で唯一のコメディアニメとなっている。
第8話までは一般的なレースアニメだったが、第9話以降はレース会場となる場所の人物や、ゼニゼニチームとは別の陰謀団にリッキーらが巻き込まれたりする展開に変更していく。

## 本作誕生の経緯
本作は、東映本社のテレビ事業部とタツノコプロが手を組んだ、異色のコラボレーションによる作品である。
広告代理店の東映エージエンシーは、1976年（昭和51年）4月の番組改編期用にポピーがスポンサーを担当した『忍者キャプター』を売り込んだことにより、東京12チャンネル水曜19時台後半枠の確保に成功する。1977年2月に開始された『快傑ズバット』からは、諸事情によってタカトクトイス（放送当時は「タカトク」、1979年に左記の社名へ改称）がこの枠のメインスポンサーを務めることになった。
本作終了後の1978年（昭和53年）4月5日から同年5月10日までは、東映エージエンシーが新たに『スパイダーマン』を調達するための空白期間となっており、東京12チャンネルの水曜日19:30-20:00枠は暫定的に、『まんがふるさと昔話』の再放送で穴埋めされていた。
2021年11月10日にベストフィールドから初ソフト化となるDVDが発売された。

## 登場人物

### 飛竜チーム
風間 力（かざま つとむ）
声 - 三橋洋一（第8話まで）/古谷徹（第9話以降）
飛竜チームの専属レーサー。通称「リッキー」。無名ながら卓越した運転技術の持ち主で、マシーン飛竜を操って世界のレースに参戦する。美女には滅法弱い（イカリーヌとツンツンを除く）。
岬 ナナ（みさき ナナ）
声 - 黄蛾媚
岬会長の孫娘で、飛竜ダンバーの運転とメカニックを担当。チャーミングな外見の割にヤキモチ焼き。
岬 チュウ太（みさき チュウた）
声 - 鈴木れい子
ナナの弟で、飛竜コプターに搭乗し、偵察やゼニゼニチームの妨害の邪魔を担当する。
ヒデキ
声 - 竜田直樹
岬家に飼われているチンパンジー。チュウ太と共に飛竜コプターに搭乗し、サポート役を務める。
岬会長（みさきかいちょう）
声 - 緒方賢一
岬コンツェルン会長。岬コンツェルンを世界に売り出すため、レースに参加する。レースの時には、ガッポリン会長と賭けをやるのが毎回のパターン。「〜だべさ」が口癖。

### ゼニゼニチーム
オッカナビッチ
声 - 増岡弘
ゼニゼニチームの専属レーサー。ゼニゼニマシン1号を操り、あらゆる手段を使ってレースに勝とうとする。乱暴そうな外見の割に間抜けで、さらにイカリーヌには全く頭が上がらない。七五調 で喋るのが癖。リッキー曰く「熊野郎」。
イカリーヌ
声 - 弥永和子
オッカナビッチの妻で、2号の操縦担当。凄い美貌とスタイルとは裏腹に、性格は冷酷で怒りっぽく、オッカナビッチが負けると必ずオシオキを仕掛ける。普段のスーツは黒のラインが描かれている赤い全身レオタード状だが、第15話だけは黄色いチャイナワンピースを着用した（唯一のメンバー衣装変更）。
ツンツン
声 - 小宮和枝
オッカナビッチ夫妻の娘で、ゼニゼニマシン3号を操縦し、様々な妨害を仕掛ける。イカリーヌに似た美貌とスタイルの持ち主。
ナターシャ
イカリーヌに飼われている、喋れるチャウチャウ犬。イカリーヌと共にゼニゼニマシン2号に乗る。イカリーヌには忠実で、オッカナビッチを茶化すことが多い。
ガッポリン会長
声 - たてかべ和也
ガッポリンコンツェルンの会長。ケチでがめつい性格で、賞金目当てにレースに参戦する。そして目的達成のためなら、どんな卑劣な手段も使う。関西弁で喋る。ナイゼニア国出身。
なおオッカナビッチ以外の4名は、いずれも第16話には登場していない。

## 登場メカニック

### 飛竜チームのマシン
マシーン飛竜
最高時速425km/h。エンジンはV8ターボエンジン。重量は1100kg。車体はカーボンファイバー製で前2輪・後4輪。
飛竜4大メカ装備
飛竜ジャンプ
後輪車軸を伸ばして後輪を広げ、前方の相手を大きくジャンプする技。
飛竜クラフト
車体両脇中央部のスラスターを垂直に曲げ、クラフトにする。海などの水上走行時に使用。
飛竜チェンソー
フロントからチェーンソーを出し、目の前の障害物を切り裂く。
飛竜キャタピラ
後輪2輪をベルトで包んでキャタピラにする。氷上や荒れ地などの走行時に使用。設定だけで映像には登場せず。
飛竜コプター
チュウ太とヒデキが運転するヘリコプター。上空から偵察したり、ゼニゼニマシン3号の妨害を邪魔したりする。
飛竜ダンパー
ナナが運転するトランスポーター。マシーン飛竜と飛竜コプターを格納。

### ゼニゼニチームのマシン
ゼニゼニマシン1号
オッカナビッチが運転するレース用マシン。毎回壊れるため、毎回異なる機体が1号として登場する。勝つためには手段を選ばない搭乗者の方針上、様々な仕掛けがしてある。モデルは動物型が多いが、第2話のケシトメールターボ（火山レース用、後方に消火器を装備）などの様に動物型でないのもある。
ゼニゼニマシン2号
イカリーヌとナターシャが乗るトランスポーターにして大型のヘリコプター。1号と3号を格納。
第3話にて、マシーン飛龍に仕掛けた爆弾が、回り回ってゼニゼニマシン2号の車内に戻ってきてしまい、イカリーヌとツンツンがパニックとなり、墜落と同時に爆発大破する事態となった。その後第18話ではマシーン飛竜を火炎地獄に巻き込ませたものの、ガソリンがなくなって墜落し爆発した。
ゼニゼニマシン3号
ツンツンが運転するミニジェットヘリコプター。妨害が主。水中も移動可能。

## スタッフ
- 企画 - 飯島敬、小野耕人
- 原作 - タツノコプロ企画室、鳥海尽三
- 音楽 - 筒井広志
- チーフディレクター - 原征太郎
- プロデューサー - 新美隆雄、鈴木敏充、横尾潔
- 作画監督 - 田中英二、遠藤克己
- 作画 - 本多哲、平山則雄、福山政敏、小島幸雄 ほか
- 背景 - 佐藤広明 ほか
- 文芸担当 - 長谷川進
- キャラクターデザイン - 天野嘉孝、遠藤克己
- メカニックデザイン - 大河原邦男
- 美術設定 - 横瀬直人、新井寅雄
- 色指定 - 杉崎容子 ほか
- 特殊効果 - 朝沼清良、土井通明
- 仕上 - 内田千代子、井上文子 ほか
- 録音制作 - ザックプロモーション
- 録音ディレクター - 藤山房延
- 効果 - 大野隆信
- 調整 - 遠矢征男
- 撮影 - アニメフレンド ほか
- 現像 - 東京現像所
- 編集 - 三木幸子、戸田禮子
- 進行 - 新井正彦 ほか
- 制作協力 - 東映エージエンシー、アニメフレンド
- 製作 - 東京12チャンネル、東映、タツノコプロ

## 主題歌
オープニングテーマ - 「とびだせ!マシーン飛竜」
歌 - こおろぎ'73 / 作詞 - 加賀進 / 作曲・編曲 - 筒井広志
エンディングテーマ - 「やるぞ われらのゼニゼニチーム」
歌 - こおろぎ'73、フィーリング・フリー / 作詞 - 八手三郎 / 作曲・編曲 - 筒井広志

## 各話リスト
- 読み上げはリッキー（三橋洋一→古谷徹）が担当。リッキーは次回予告も担当。
- 第9話までのサブタイトルクレジット部は「チェッカーフラッグのチェッカー模様」だったが、第10話以降は「マシーン飛竜のシルエット」に変更された。

| 話数 | 放送日         | サブタイトル                       | 脚本                | 演出                  | 登場ゼニゼニマシン1号 |
| ---- | -------------- | ---------------------------------- | ------------------- | --------------------- | --------------------- |
| 1    | 1977年 10月5日 | ナンデス高原大爆走！               | 吉野次郎            | 布川ゆうじ 原征太郎   | 虎鮫号                |
| 2    | 10月12日       | 黒こげ！火の海大レース             | 陶山智              | 西久保瑞穂            | ケシトメールターボ    |
| 3    | 10月19日       | 走れや走れ！猛獣地獄               | 加賀進              | 西久保瑞穂            | ライオンギーニ        |
| 4    | 10月26日       | ブルブル！流氷大レース             | 山本優              | 植田秀仁              | ヒートシンジェリコ    |
| 5    | 11月2日        | ゴミ砂漠ドッキリ！恐竜レース       | 加賀進              | 西久保瑞穂            | サソリーカー          |
| 6    | 11月9日        | ミステリーゾーン？くたくたレース   | 山本優              | 布川ゆうじ 植田秀仁   | ホネホネギーニ        |
| 7    | 11月16日       | アラゾン秘境ビクビクレース         | 久保田圭司          | 昆進之介 四辻たかお   | スネーカー号          |
| 8    | 11月23日       | チビッコ救出！ヘマラヤ大作戦       | 吉野次郎            | 植田秀仁              | ソリーズモービル      |
| 9    | 11月30日       | 二人三脚！アベコベレース           | 吉野次郎            | 四辻たかお            | 名称不明（タコ型）    |
| 10   | 12月7日        | チンケ博士救出！ヒヤヒヤレース     | 久保田圭司          | 布川ゆうじ 植田秀仁   | ブスタング            |
| 11   | 12月14日       | ヒョウの恩がえしドキドキレース     | 加賀進              | 四辻たかお            | ジョーズカー          |
| 12   | 12月21日       | 危機一発？人質大レース             | 山本優              | 植田秀仁              | リュータツ            |
| 13   | 12月28日       | 大陸沈没！ブクブクレース           | 平和元              | 三家本泰美            | ウクレレコルベット    |
| 14   | 1978年 1月4日  | ジジババと四人の盗賊               | 加賀進              | 昆進之介 西久保瑞穂   | ラクダ亭迷惑号        |
| 15   | 1月11日        | ジーギルタックとハイドカー！大追跡 | 陶山智              | 四辻たかお            | カメレオンカー        |
| 16   | 1月25日        | トラック野郎！ハイウェイ大レース   | 加賀進              | 布川ゆうじ 西久保瑞穂 | イモリンカーン        |
| 17   | 2月8日         | 大戦争！ハラハラレース             | 山本優              | 昆進之介 広川和之     | サイデッカー          |
| 18   | 2月22日        | 美人レーサー！ムチムチレース       | 久保田圭司          | 遠藤克己 四辻たかお   | タートルメカ          |
| 19   | 3月8日         | 黄金ザクザク欲張りレース           | 吉野次郎            | 植田秀仁              | スカンク号            |
| 20   | 3月22日        | 謎のレーサー！メカ大魔王           | 永田俊夫            | 四辻たかお            | ダチョウメカ          |
| 21   | 3月29日        | オッカナビッチ昔の名前で出ています | 海老沼三郎 鳥海尽三 | 四辻たかお            | 火龍                  |

## 放送局
- 東京12チャンネル（現・テレビ東京） ：水曜 19:30 - 20:00（制作局）
- 山形放送：木曜 17:00 - 17:30[5]
- 東日本放送：土曜 7:30 - 8:00[6]
- 福島放送（1985年に15分枠で放送）：月曜 - 金曜 7:15 - 7:30[7]
- 新潟放送：水曜 17:30 - 18:00[8]
- テレビ山梨：土曜 17:00 - 17:30（数か月遅れ）[9]
- 静岡放送：水曜 17:30 - 18:00[10]
- 中部日本放送：木曜 17:25 - 17:55[11]
- 西日本放送：火曜 18:00 - 18:30[12]
- 中国放送：水曜 17:20 - 17:50（1978年1月11日 - 4月5日）→水曜17:30 - 18:00（1978年4月12日 - 5月31日）[13]
- テレビ西日本：土曜 18:00 - 18:30
- 長崎放送：月曜 16:50 - 17:20（数か月遅れ）[14]
- 熊本放送：火曜 17:00 - 17:30[15]
- 南日本放送：木曜 17:25 - 17:55

## 商品展開
タカトクから、Z合金シリーズで、マシーン飛竜、飛竜ダンパー、飛竜コプターが発売された。

## コミカライズ
津原義明によるコミカライズ作品が、『冒険王』（秋田書店）に1977年11月号から1978年4月号まで連載された。

## ネット配信
- 2023年11月より、「東映シアターオンライン」（YouTube）の「アニメ据置枠」から第1・2話が常時無料配信されている。
- 2024年より、「東映オンデマンド」で全話配信が行われている。「東映シアターオンライン」でもこれを記念して、第3・4話が同年1月一杯の期間限定で無料配信された。